# Liu Zhang (Warlord)
Liu Zhang (劉璋) (* vor 194; † 219 in China) war der Gouverneur der Yi-Provinz und ein Verwandter Liu Beis.
Nachdem er sich geweigert hatte, Liu Bei die Provinz zu übergeben, brach Krieg zwischen den beiden aus. Als Liu Bei im Jahr 214 vor der Hauptstadt Chengdu stand, ergab sich ihm Liu Zhang, um das Volk zu schonen und das Land dem Stärkeren zu überlassen. Viele seiner Generäle dienten fortan Liu Bei, darunter Fa Zheng. Nur wenige Generäle zeigten sich ihm gegenüber loyal (Zhang Ren beging Suizid).
| Personendaten    | Personendaten                                    |
| ---------------- | ------------------------------------------------ |
| NAME             | Liu Zhang                                        |
| KURZBESCHREIBUNG | Gouverneur der Yi-Provinz unter der Han-Dynastie |
| GEBURTSDATUM     | 2. Jahrhundert                                   |
| GEBURTSORT       | China                                            |
| STERBEDATUM      | 219                                              |
| STERBEORT        | China                                            |